# Pyrenestes
 Pyrenestes  es un género de aves paseriformes perteneciente a la familia Estrildidae. Son originarias del África subsahariana.

## Especies
Se reconocen las siguientes especies:
- Pyrenestes ostrinus (Vieillot, 1805) - estrilda piquigorda ventrinegra.
- Pyrenestes sanguineus Swainson, 1837 - estrilda piquigorda escarlata.
- Pyrenestes minor Shelley, 1894 - estrilda piquigorda chica.